# Postcards From Paradise
Postcards From Paradise es el decimoctavo álbum de estudio del músico británico Ringo Starr, publicado por la compañía discográfica Universal Music el 31 de marzo de 2015. El álbum, producido por el propio Ringo, contó con la colaboración de amigos y compañeros como Todd Rundgren, Richard Marx, Peter Frampton, Dave Stewart y Van Dyke Parks, de forma similar a sus trabajos anteriores. Según Ringo: «Si estoy grabando y estás en la ciudad y te dejas caer por ahí, vas a estar en el disco».
El lanzamiento de Postcards from Paradise tuvo lugar una semana después de finalizar una gira con His All-Starr Band por Sudamérica y los Estados Unidos, así como un mes antes de su introducción en el Salón de la Fama del Rock and Roll, donde recibió el premio a la excelencia musical.

## Promoción
Previo al lanzamiento de Postcards from Paradise, Starr desveló varias de las canciones del álbum en varios medios de comunicación. Tres canciones, «Postcards from Paradise», «Right Side of the Road» y «Not Looking Back», estuvieron disponibles como descarga digital a comienzos de marzo de 2015. Un video de «Postcards from Paradise» fue estrenado el 5 de marzo en Yahoo. El 25 de marzo, la revista Billboard estrenó «Confirmation» a través de su página web. Dos días después, The Wall Street Journal publicó «Touch and Go», seguido de «Bamboula» en la revista Mojo.

## Recepción
Tras su publicación, Postcards from Paradise recibió reseñas mixtas de la prensa musical, con una puntuación de 66 sobre 100 en la web Metacritic. En una crítica positiva, Stephen Thomas Erlewine de Allmusic escribió: «Al igual que cualquier disco desde Choose Love, Postcards tiene agradables apuestas bajas, tachonadas con muy buenos recuerdos y soleadas odas a la paz y al amor. Pero a diferencia de Y Not y Ringo 2012, dos registros amables que amenazaban con alejarse de su propia alegría, este álbum está anclado en algún oficio robusto, gran parte de él procedente de la encarnación de la All-Starr Band de mediados de la década de 2010». Erlewine concluyó la crítica diciendo: «[Ringo] no oculta que está aquí por un buen tiempo, y lo atractivo de Postcards from Paradise es que es tan entretenido de escuchar como debió de ser grabarlo».

## Lista de canciones
| N.º | Título                     | Escritor(es)                                                                                            | Duración |  |
| 1.  | «Rory and the Hurricanes»  | Richard Starkey, Dave Stewart                                                                           | 4:09     |  |
| 2.  | «You Bring the Party Down» | Richard Starkey, Steve Lukather                                                                         | 3:41     |  |
| 3.  | «Bridges»                  | Richard Starkey, Joe Walsh                                                                              | 5:01     |  |
| 4.  | «Postcards from Paradise»  | Richard Starkey, Todd Rundgren                                                                          | 5:18     |  |
| 5.  | «Right Side of the Road»   | Richard Starkey, Richard Marx                                                                           | 3:12     |  |
| 6.  | «Not Looking Back»         | Richard Starkey, Richard Marx                                                                           | 3:50     |  |
| 7.  | «Bamboula»                 | Richard Starkey, Van Dyke Parks                                                                         | 3:20     |  |
| 8.  | «Island in the Sun»        | Richard Starkey, Todd Rundgren, Richard Page, Steve Lukather, Gregg Rolie, Warren Ham, Gregg Bissonette | 4:02     |  |
| 9.  | «Touch and Go»             | Richard Starkey, Gary Burr                                                                              | 3:36     |  |
| 10. | «Confirmation»             | Richard Starkey, Glen Ballard                                                                           | 3:37     |  |
| 11. | «Let Love Lead»            | Richard Starkey, Gary Nicholson                                                                         | 4:11     |  |

## Personal
| Músicos - Ringo Starr: voz, batería, percusión, teclados, guitarra y coros - Steve Lukather: guitarra - Todd Rundgren: guitarra - Amy Keys: voz - Van Dyke Parks: teclados y acordeón - Gregg Rolie: teclados - Joe Walsh: guitarra - Benmont Tench: teclados - Warren Ham: saxofón - Richard Page: bajo - Gregg Bissonette: percusión, trompeta, steel drums - Richard Marx: teclados - Peter Frampton: guitarra - Dave Stewart: guitarra - Nathan East: bajo - Glen Ballard: teclados | Equipo técnico - Ringo Starr: productor y mezclas - Bruce Sugar: grabación y mezclas - Ned Douglas: ingeniero de sonido - Sean Rolie: ingeniero asistente - Chris Bellman: masterización - Masaki Koike: diseño artístico - Meire Murakami: diseño artístico - Scot Ritchie: fotografía |

## Posición en listas
| País              | Lista                   | Posición |
| ----------------- | ----------------------- | -------- |
| Bélgica (Flandes) | Ultratop 200 Albums     | 146      |
| Bélgica (Valonia) | Ultratop 200 Albums     | 114      |
| España            | Promusicae Albums Chart | 88       |
| Estados Unidos    | Billboard 200           | 99       |
| Estados Unidos    | Rock Albums             | 21       |
| Estados Unidos    | Tastemaker Albums       | 15       |
| Estados Unidos    | Top Album Sales         | 60       |
| Italia            | Italian Albums Chart    | 91       |
| Países Bajos      | Dutch Albums Chart      | 95       |